# Keita Yamashita
Keita Yamashita (山下 敬大?, Yamashita Keita; Fukuoka, 13 marzo 1996) è un calciatore giapponese, attaccante dell'FC Tokyo.

## Carriera
Ha esordito in J1 League il 27 febbraio 2021 disputando con il Sagan Tosu l'incontro vinto 0-1 contro lo Shonan Bellmare.

## Statistiche

### Presenze e reti nei club
Statistiche aggiornate al 26 marzo 2022.
| Stagione        | Squadra          | Campionato      | Campionato | Campionato | Coppe nazionali | Coppe nazionali | Coppe nazionali | Coppe continentali | Coppe continentali | Coppe continentali | Altre coppe | Altre coppe | Altre coppe | Totale | Totale |
| Stagione        | Squadra          | Comp            | Pres       | Reti       | Comp            | Pres            | Reti            | Comp               | Pres               | Reti               | Comp        | Pres        | Reti        | Pres   | Reti   |
| --------------- | ---------------- | --------------- | ---------- | ---------- | --------------- | --------------- | --------------- | ------------------ | ------------------ | ------------------ | ----------- | ----------- | ----------- | ------ | ------ |
| 2018            | Renofa Yamaguchi | J2              | 35         | 5          | CG              | 2               | 1               |                    | -                  | -                  |             | -           | -           | 36     | 6      |
| 2019            | Renofa Yamaguchi | J2              | 37         | 11         | CG              | 2               | 1               |                    | -                  | -                  |             | -           | -           | 39     | 12     |
| 2020            | JEF United       | J2              | 34         | 7          | CG              | 0               | 0               |                    | -                  | -                  |             | -           | -           | 34     | 7      |
| 2021            | Sagan Tosu       | J1              | 35         | 9          | CG+CdL          | 3+4             | 1+0             |                    | -                  | -                  |             | -           | -           | 42     | 10     |
| 2022            | FC Tokyo         | J1              | 2          | 0          | CG+CdL          | 0+2             | 0               |                    | -                  | -                  |             | -           | -           | 4      | 0      |
| Totale carriera | Totale carriera  | Totale carriera | 142        | 32         |                 | 13              | 3               |                    | -                  | -                  |             | -           | -           | 155    | 35     |